# Silent Jealousy
Silent Jealousy è un singolo del gruppo musicale giapponese X Japan, pubblicato nel 1991, tratto dall'album Jealousy.

## Tracce
1. Silent Jealousy - 7:19 - (Yoshiki - Yoshiki)
2. Sadistic Desire - 6:05 - (Yoshiki - Hide)

## Formazione
- Toshi - voce
- Taiki - basso
- Pata - chitarra
- Hide - chitarra
- Yoshiki - batteria e pianoforte